# 目黒区立第十中学校
目黒区立第十中学校（めぐろくりつ だいじゅうちゅうがっこう）は、東京都目黒区八雲にある区立の中学校。2018年（平成30年）4月1日現在、11学級、生徒数336名。　

## 沿革
1947年5月5日開校。1949年5月23日に現在の地に移転、この5月23日が開校記念日となっている。1961年、1970年、1973年に鉄筋校舎が完成、1989年には校舎の大改修が行われた。

## 学校生活
校歌 作詞：土岐善麿、作曲：弘田龍太郎
2学期制を採用している。制服の代わりに標準服（ブレザー）が制定されており、生徒のほぼ全員が着用している。

## 所在地
最寄駅は都立大学駅、近隣にはめぐろ区民キャンパス（かつて東京都立大学 (1949-2011)が所在した場所。）、駒沢オリンピック公園がある。

## 著名な卒業生
- 佐藤信
- 安田南
- 大谷昭宏
- 寺尾聰
- 小池修一郎
- 松尾紀子
- 深水真紀子
- 加護亜依
- 竹村翔
- 増渕祐香